# Muhadin Kishev
Muhadín Ismaílovich Kíshev (1939-Abril de 2025) fue un artista ruso de origen circasiano, de Kabardino-Balkaria, en el Cáucaso. Su arte trata de la confirmación de la belleza. El material de sus pinturas suele ser óleo sobre lienzo o monotipo sobre papel, con el color como protagonista de su arte. Kishev ha expuesto su obra en muchos países, aparte de Rusia en Inglaterra, España y los Estados Unidos. Actualmente vive en España y divide su tiempo entre sus estudios en Moscú, Nalchik y Los Caños de Meca en Andalucía.

## Primeros años
Kíshev nació en 1939 en el pueblo de Chegem II, cerca de Nálchik, la capital de Kabardino-Balkaria en el Cáucaso, en la antigua Unión Soviética. Su padre, Ismaíl Hazhrétovich Kíshev, murió en la batalla de Stalingrado en 1943. Su madre, Marusya Yusúfovna Kísheva, crio a su hijo sola en los difíciles años de la posguerra y lo apoyó en su sueño de convertirse en artista. Su primera exposición fue una de retratos literarios (Dostoyevski, Gógol y otros) y tuvo lugar en la biblioteca de la escuela a la edad de once años, organizada por la bibliotecaria Zoya Elgarova. A la edad de trece años Kishev se apuntó en el Club de Arte dirigido por Andréi Lukich Tkachenko en la Casa de los Pioneros en Nálchik y todos los domingos hacía a pie los catorce kilómetros desde su casa hasta la capital. Esto le preparó para estudiar en la Universidad Estatal de Krasnodar de la cual se graduó con un Diploma de Primera Clase en Artes Gráficas. Al mismo tiempo, Kíshev ganó la medalla por aviación acrobática en el  Enem Club de Aviación en Krasnodar, completando así su servicio militar.

## Carrera
En 1973, Kíshev fue admitido en la Unión de Artistas y durante los primeros veinte años de su carrera artística trabajó en las artes monumentales, realizando proyectos de murales, mosaicos, bajorrelieves e intarsia con madera, en las ciudades de Zheleznovodsk, Anapa, Pyatigorsk, Rostov y otros. Muchos de estos proyectos fueron encargos estatales del Ministerio de Salud de la URSS. Kishev hizo varios viajes profesionales a Polonia, Alemania, Italia, Nepal y la India. Entre 1988 y 1991, fue elegido como mentor de los artistas más jóvenes y prometedores de URSS en las residencias de artistas de Goryachi Kliuch en el mar Negro y el Baikal en Siberia y haciendo uso del ambiente más relajado durante Perestroika les animó a pintar con mayor libertad; Y así Kíshev fundó una generación de artistas con talento que ahora exponen sus pinturas por todo el mundo. En 1993 fue admitido en la Unión Internacional de Artistas y en 1994 fue invitado a pasar cuatro años en Londres en los Estudios Chisenhale. Viajó a Gambia, Senegal, Escocia, Bélgica y Francia y en 1997 fue elegido miembro de la Asociación de artistas rusos en Londres. Durante su carrera de más de 50 años, ha participado en unas 80 exposiciones colectivas y en más de cuarenta exposiciones individuales. Desde 1998 vive y trabaja en España, en su Estudio en Los Caños de Meca en la provincia de Cádiz.

## Arte
La vida y el arte de Kíshev constituyen una fusión de Oriente y Occidente, y su vida en España ha tenido un impacto notable en su arte. Kishev se especializa en pintura al óleo sobre lienzo y monotipo sobre papel con un dominio magistral del color y de la luz. El es un pintor prolífico y sus pinturas abarcan una amplia gama de temas, que aparecen con un ritmo cíclico de series como son: Destinos, Espacio cósmico, La madre patria, La Voz del artista, Nostalgia por la naturaleza y muchos otros donde el objetivo primordial es forjar la relación entre el estilo realista y el abstracto.

## Exposiciones
Desde sus veinte años hasta la actualidad, los cuadros de Kishev se han mostrado en más de cuarenta exposiciones individuales y ha participado en diversas exposiciones colectivas. Sus pinturas se han expuesto en importantes museos de Rusia, como el Museo de Arte Moderno de Moscú, Moscú: "El poder del color". El Museo de Arte Moderno de Moscú, y en el Museo de Bellas Artes en Kabardino-Balkaria, Nálchik: Exposición de jubileo que celebra los veinte años de trabajo en arte y el 60.º aniversario de la educación soviética. El Museo de Bellas Artes en Kabardino-Balkaria, Nalchik, Museo Estatal de los Pueblos de Oriente, Maikop, Adygeya, en la Academia de las Artes de Rusia, Moscú: "Window on Europe" y en galerías y centros de exposiciones :. Su pintura se ha expuesto no solo en la Rusia soviética y la Federación Rusa actual, sino también en los centros culturales de Londres: "Andalucía en los ojos de Muhadín Kíshev ". Instituto Cervantes, Londres ", Centro Ruso de Cultura, Casa Pushkin, Londres y en España:" Muhadin Kishev en Andalucía "., "El Círculo, triángulo, cuadrado y punto en el arte abstracto". "Espacios". Sala Joan Miró, Palacio de Congresos, Madrid, "Rodeando el Círculo". Universidad de Málaga, España y "Del Cáucaso a Andalucía": tres exposiciones simultáneas patrocinadas por la Universidad de Cádiz, la Fundación de Cultura y la Galería Benot, Cádiz, España.

## Museos y colecciones privadas
Los cuadros de Kíshev se encuentran en Moscú en el Museo de Arte Moderno (MMOMA) de Moscú, la Galería Estatal Tretiakov, la Fundación del Ministerio de Cultura de la Federación Rusa. El Fondo de Arte de la Federación Rusa y la Fundación Gorbachov. El Museo de Bellas Artes de Kabardino-Balkaria en Nálchik tiene una gran colección de sus obras del período soviético y muchos otros museos en Rusia: Krasnodar, Tobolsk, Maikop, Majachkalá, Dagestán; Narzán, Kislovodsk;  y otros. Su pintura también se encuentra en la colección del "Ateneo" en Madrid y en la [Fundación de Arte Kolodzei], la Colección Kolodzei de Arte Ruso y del Este de Europa, EE. UU. Más de 300 de sus pinturas están en colecciones privadas en Rusia, Gran Bretaña, España, Alemania, Islandia, Polonia, Finlandia, Francia, Estados Unidos, América Latina, Brasil, Japón, Australia, Nueva Zelanda, África, las antiguas Repúblicas de URSS y otros países del mundo.

## Premios y galardones
- Artista de honor de la Federación de Rusia.
- Pintor emérito de la República de Kabardino-Balkaria.
- Miembro de pleno derecho de la Academia Rusa de las Artes.
- Académico de la Academia Circasiana Internacional de Ciencias (IAAS), KBR.
- Durante la época soviética, recibió la Medalla por "Trabajo valeroso" en el centenario del nacimiento de Lenin.
- Laureado premio de Lenin Comsomol, Kabardino-Balkaria.
- Orden de Malta, Zaragoza, España.
- Académico y Comendador de las Palmas Académicas de la Academia Internacional de Ciencias, Tecnología y Humanidades. Valencia.
- Miembro de la Academia Europea de las Artes en Bélgica.
- Las medallas de oro también están entre sus galardones.
- En 2008, recibió la Medalla de Oro "300 Aniversario de la victoria sobre los Tártaros de Crimea" por el cuadro "La batalla de Kanzhal". República de Kabardino-Balkaria (ver ilustración).
- La Academia Rusa de Artes le otorgó la Medalla de Oro por su exposición "El poder del color", Museo de Arte Moderno de Moscú.
- "Shuválov" Medalla de oro de la Academia rusa de las artes, por su exposición "Un himno a la belleza" en la Academia rusa de las artes.
- Medalla de oro por "Mérito excepcional" de la Academia rusa de las artes por su exposición de Jubileo "Un himno a la belleza" en la Casa central de artistas], Moscú ( 2015).

OBRAS SELECCIONADOS
- Concierto de vacaciones en Kabardino-Balkaria. 1967. 90x180. Marquetería en madera. El Museo de Bellas Artes de Kabardino-Balkaria, Nálchik.
- Cuento de hadas submarino. 1970. 9х20м. Mosaico. Piscina en el Sanatorio Presidencial «Dubovaya Roscha», Zheleznovodsk.
- La Colectivización. 1983. 95x130. Óleo sobre lienzo. El Museo de Bellas Artes de Kabardino-Balkaria, Nálchik.
- El Final. 2002. 80x100 cm. Óleo sobre lienzo. El Museo de Arte Moderno de Moscú. MMOMA
- El Oscuro Amanecer. 2002. 100x80 cm. Óleo sobre lienzo. Archivo del artista.

- La Felicidad. 2003. 114x146 cm. Óleo sobre lienzo. Colección Kolodzei de arte ruso y de Europa del Este, Kolodzei Art Foundation. Estados Unidos.
- Serie: Las ventanas de sangre de Beslán. 3 de septiembre de 2004. Acrílico sobre papel. Muzéi Pámyati (Музей Памяти). Beslán.
- No se puede matar al alma: La Tragedia Judía. 2005. 100x200 cm. Acrílico sobre lienzo. Archivo del artista.
- Abundancia andaluza. 2007. 130x195. Óleo sobre lienzo. Archivo del artista (ver ilustración).
- Dos Caminos. 2007. 130x195 cm. Óleo sobre lienzo. Archivo del artista.
- La Batalla de Kanzhal. 2008. 140x280 cm. Óleo sobre lienzo. Archivo del artista.

## Lectura adicional

### Libros
- Гутов А. Родство героев, родство душ // М.А Котлярова, В.Н Котляров. Судьбы и сердца Адыги. Нальчик, 2002.
- Котлярова М.А., Котляров В.Н. Ладони протяни к огню души моей .... Нальчик, 2002. 2-е изд. 2004.
- Muhadín Kíshev: Un Canto a la Belleza (ruso e inglés) Moscú 2009. ISBN 5-900395-11-1
- Muhadín Kíshev: El Arte del Amor por Serguéi Stupin. (Ruso e inglés) Moscú 2016. ISBN 978-5-906190-33-8

### Artículos
- Будяган Э. Чарующая недосказанность // Планета Диаспор. М., 2000.
- Айдинян С. В цветовых просторах // Меценат и мир. М., 2001. Март.
- Paredes T. Muhadin Kishev: Del Cáucaso a Andalucía // El Punto de las Artes. Madrid, 2001. 24 de junio.
- Адашевская Л. Очарованный странник // Декоративное искусство. М., 2003. Апрель. N.º 5–6. С. 82–83.
- Аппаева Ж. Через годы и расстояния // Декоративное искусство. М., 2003. Апрель. N.º 5–6. С. 80–81.
- Кончин Е. Власть цвета // Культура. М., 2005. 13–19 октября. N.º 40.
- Кишев М. Нужен худсовет // Искусство в современном мире. Сб. статей. М., 2006. Вып. 2.
- Махов Н. Пространство души - пространство мира // Декоративное искусство. М., 2006. N.º 2. С. 53–56.
- Ванслов В.В. Воспевающий красоту (о творчестве Мухадина Кишева) // Искусство в современном мире. М., 2009. Вып. 3. С. 120–126.
- Мухадин Кишев: Об Искусстве и немного о себе (из беседы художника с е к с А М., 2009. Вып. 3. С. 168–175.